# 滋賀県道263号丁野虎姫長浜線
滋賀県道263号丁野虎姫長浜線（しがけんどう263ごう ようのとらひめながはません）は、滋賀県長浜市を通る一般県道である。

## 概要
長浜市小谷丁野町から長浜市十里町に至る。

### 路線データ
- 起点：長浜市小谷丁野町（滋賀県道278号上山田八日市線交点）
- 終点：長浜市十里町（北新町交差点、国道8号交点）
- 総延長：7.9 km

## 歴史
- 1958年（昭和33年）7月26日 - 滋賀県告示第291号により二俣虎姫長浜線として路線認定[1]。
- 1959年（昭和34年）[[[3月9日]] - 丁野虎姫長浜線に訂正。

## 路線状況
姉川に架かる大井橋が2017年（平成29年）9月に自動車通行禁止となったため、起点から終点まで連続して通行できるのはバイパスのみとなった。

### バイパス
- 長浜市中野町
- 長浜市五村・消防本部前交差点 - 長浜市大井

### 水害
2017年（平成29年）8月8日未明、平成29年台風第5号の影響による大雨（上流の米原市で24時間で264.5 mmの降雨を記録）で姉川が長浜市大井町付近で氾濫し、一時住民約550人が避難する事態となり床上浸水1戸床下浸水15戸の被害が出た。氾濫箇所は県道263号の大井橋を通すために堤防を一部切り取っている切通しで、増水時には角材で閉鎖する陸閘（角落し）だった。1993年（平成5年）、現場の下流約100 mに新大井橋（県道263号バイパス）ができたが、生活道路として大井橋と切通しは残されていた。9月16日に切り通しは氾濫のおそれがないように県によって封鎖された。2018年夏頃までに堤防をつなぎ完全に閉鎖される。大井橋は自動車通行禁止となった。歩行者・自転車は迂回路を経由して通行できるが、大井橋は将来廃止される予定である。

### 道路施設

#### 橋梁
- 新大井橋（姉川、長浜市）

## 地理

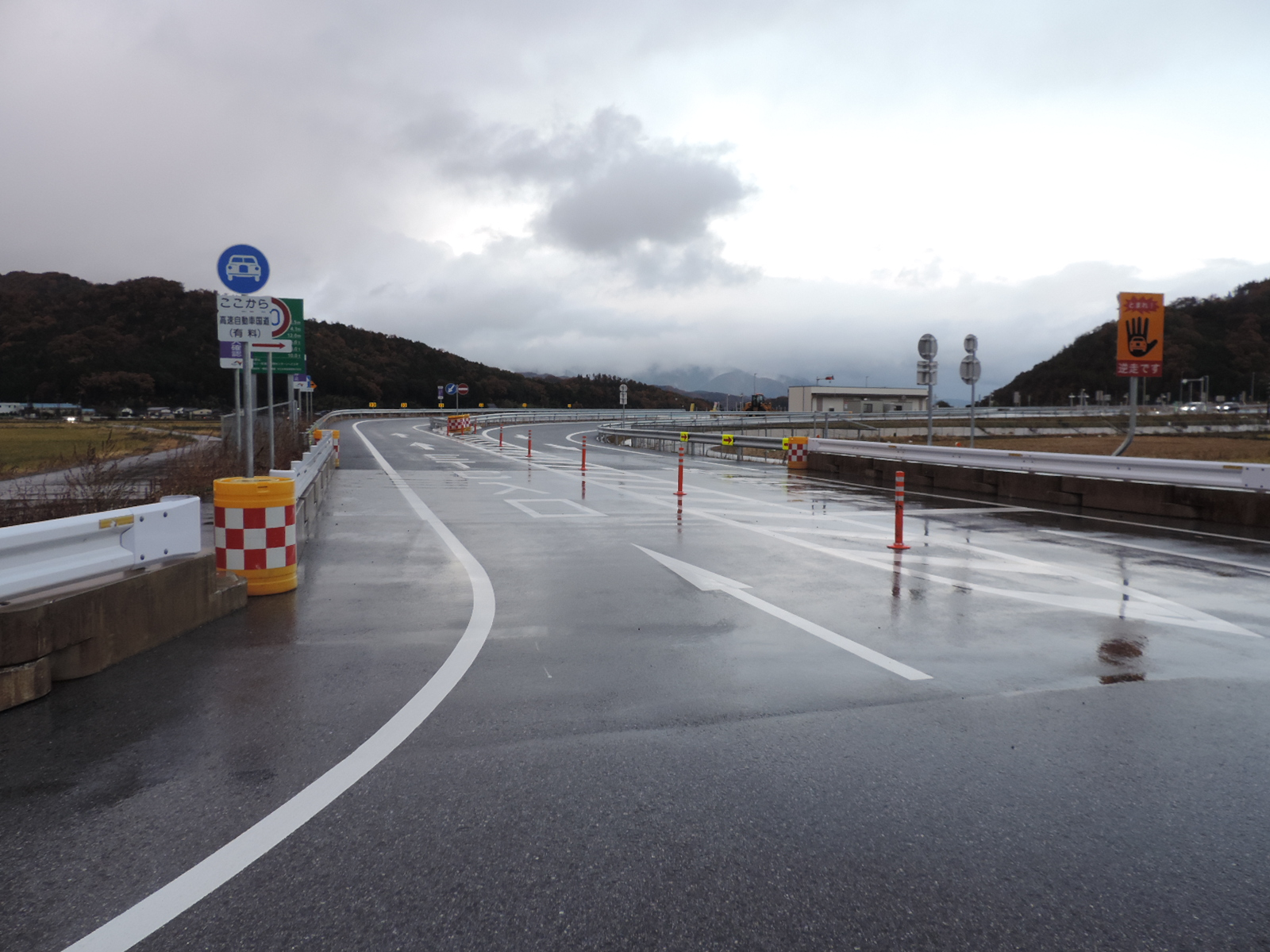
小谷城SICの上り線出入口。

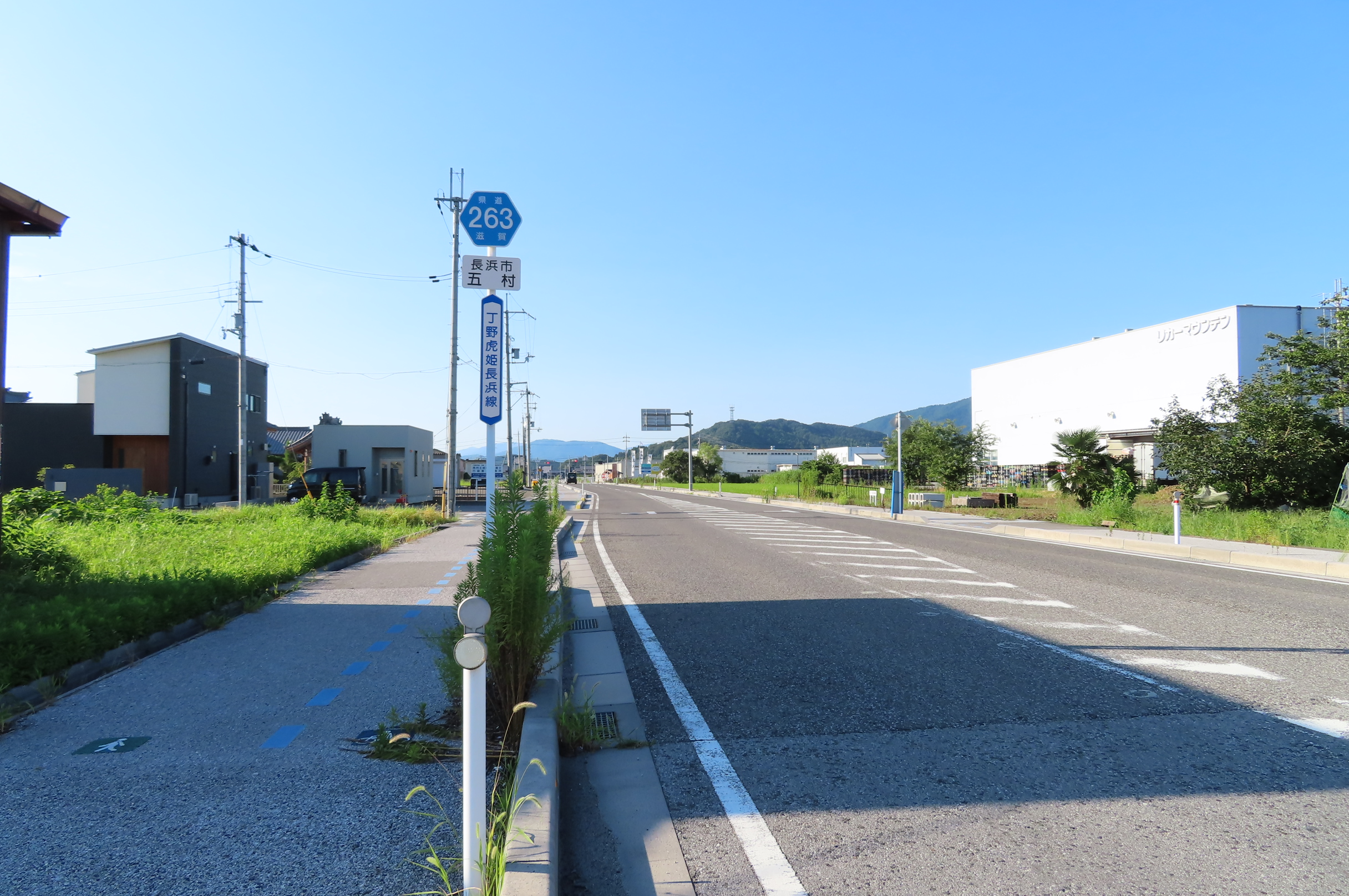
長浜市五村
（2020年8月撮影）

### 通過する自治体
- 滋賀県
  - 長浜市

### 交差する道路
| 交差する道路                | 交差する場所 | 交差する場所        |
| --------------------------- | ------------ | ------------------- |
| 滋賀県道278号上山田八日市線 | 小谷丁野町   | 起点                |
| E8 北陸自動車道             | 小谷丁野町   | 2-1 小谷城SIC       |
| 滋賀県道265号郷野湖北線     | 湖北町山脇   |                     |
| 滋賀県道275号三川月ヶ瀬線   | 大寺町       |                     |
| 滋賀県道273号東野虎姫線     | 五村         | 消防本部前交差点    |
| 滋賀県道272号国友曽根線     | 下之郷町     |                     |
| 国道8号                     | 十里町       | 北新町交差点 / 終点 |

### 沿線
- 正福寺
- 大木本神社
- JR西日本北陸本線 虎姫駅
- 真証寺
- 滋賀銀行虎姫支店
- 念信寺
- 虎姫郵便局
- 長浜消防署東浅井分署
- 妙蓮寺
- 森脇酸素
- 長浜新庄郵便局